# Tennis Borussia Berlin 1985-1986
Questa voce raccoglie le informazioni riguardanti il Tennis Borussia Berlino nelle competizioni ufficiali della stagione 1985-1986.

## Stagione
Nella stagione 1985-1986 il Tennis Borussia Berlino, allenato da Gerd Achterberg e Eckhard Krautzun, concluse il campionato di 2. Bundesliga al 19º posto. In Coppa di Germania il Tennis Borussia Berlino fu eliminato al primo turno dall'Alemannia Aquisgrana.

## Rosa
| N. |                     | Ruolo | Calciatore         |
| -- | ------------------- | ----- | ------------------ |
|    | Germania (bandiera) | P     | Armin Reichel      |
|    | Germania (bandiera) | P     | Bernd Stieler      |
|    | Germania (bandiera) | D     | Dirk Greiser       |
|    | Germania (bandiera) | D     | Frank Hammerschlag |
|    | Germania (bandiera) | D     | Herbert Hein       |
|    | Germania (bandiera) | D     | Michael Hertwig    |
|    | Germania (bandiera) | D     | Christian Hübner   |
|    | Germania (bandiera) | D     | Robert Jüttner     |
|    | Germania (bandiera) | D     | Dietmar Schacht    |
|    | Germania (bandiera) | D     | Lothar Schlapp     |
|    | Germania (bandiera) | C     | Peter Fraßmann     |
|    | Serbia (bandiera)   | C     | Zeljko Misic       |

| N. |                     | Ruolo | Calciatore          |
| -- | ------------------- | ----- | ------------------- |
|    | Germania (bandiera) | C     | Uwe Rapolder        |
|    | Germania (bandiera) | C     | Gerald Scheunemann  |
|    | Germania (bandiera) | C     | Martin Wiesner      |
|    | Germania (bandiera) | A     | Uwe Bialon          |
|    | Germania (bandiera) | A     | Frank Dietrich      |
|    | Germania (bandiera) | A     | Michael Fiedler     |
|    | Grecia (bandiera)   | A     | Elefterios Fotiadis |
|    | Germania (bandiera) | A     | Rudi Gores          |
|    | Croazia (bandiera)  | A     | Damir Maričić       |
|    | Germania (bandiera) | A     | Mario Miethig       |
|    | Germania (bandiera) | A     | Karl-Heinz Peter    |
|    | Germania (bandiera) | A     | Wilhelm Reisinger   |

## Organigramma societario
Area tecnica
- Allenatore: Eckhard Krautzun
- Allenatore in seconda:
- Preparatore dei portieri:
- Preparatori atletici:

## Calciomercato

### Sessione estiva
| Acquisti | Acquisti           | Acquisti          | Acquisti |
| R.       | Nome               | da                | Modalità |
| -------- | ------------------ | ----------------- | -------- |
| D        | Frank Hammerschlag | Duisburg          |          |
| D        | Dietmar Schacht    | Pohang Steelers   |          |
| A        | Rudi Gores         | Fortuna Colonia   |          |
| D        | Michael Hertwig    | Karlsruhe         |          |
| C        | Uwe Rapolder       | Winterthur        |          |
| P        | Armin Reichel      | Kaiserslautern    |          |
| A        | Wilhelm Reisinger  | Malines           |          |
| C        | Martin Wiesner     | Kickers Stoccarda |          |

| Cessioni | Cessioni | Cessioni | Cessioni |
| R.       | Nome     | a        | Modalità |
| -------- | -------- | -------- | -------- |

### Sessione invernale
| Acquisti | Acquisti | Acquisti | Acquisti |
| R.       | Nome     | da       | Modalità |
| -------- | -------- | -------- | -------- |

| Cessioni | Cessioni | Cessioni | Cessioni |
| R.       | Nome     | a        | Modalità |
| -------- | -------- | -------- | -------- |

## Risultati

### 2. Bundesliga

#### Girone di andata
| Arbitro: | Eli |

|                                             |           |  |
| Gebhardt 35’ (rig.) Scheler 64’ (rig.), 85’ | Marcatori |  |

| Arbitro: | Pauly |

|           |           |                          |
| Bialon 9’ | Marcatori | 24’ Bogdan 77’ Pilipović |

| Arbitro: | Wittke |

|                       |           |            |
| Tilner 38’ Kunkel 52’ | Marcatori | 87’ Bialon |

| Berlino 17 agosto 1985, ore 15:00 CEST 4ª giornata | TeBe Berlino | 0 – 0 referto | Darmstadt | Mommsenstadion (2 194 spett.)\| Arbitro: \| Werner \| |
| Arbitro:                                           | Werner       |               |           |                                                       |

| Arbitro: | Steffens |

|          |           |                                      |
| Porn 49’ | Marcatori | 51’ Rapolder 54’ Bialon 72’ Fotiadis |

| Arbitro: | Müller |

|                                       |           |                          |
| Fiedler 23’ Fotiadis 29’ Dietrich 90’ | Marcatori | 5’, 88’ Linz 47’ Heskamp |

| Arbitro: | Ermer |

|                              |           |              |
| Knecht 51’, 63’ Lindenau 88’ | Marcatori | 59’ Fotiadis |

| Arbitro: | Wiesel |

|                                                  |           |  |
| Fiedler 14’ Fotiadis 25’ Rapolder 35’ Bialon 68’ | Marcatori |  |

| Arbitro: | Kasperowski |

|                                           |           |  |
| Schlumberger 2’ Grillemeier 12’ Glöde 87’ | Marcatori |  |

| Arbitro: | Mierswa |

|                                |           |  |
| Reisinger 22’, 54’ Wiesner 65’ | Marcatori |  |

| Arbitro: | Merk |

|                                        |           |                                       |
| Vollmer 33’, 58’ Müller 66’ Merkle 69’ | Marcatori | 7’ Reisinger 75’ Maričić 79’ Fraßmann |

| Arbitro: | Matheis |

|                                 |           |                            |
| Maričić 16’ Fraßmann 88’ (rig.) | Marcatori | 42’ Burgsmüller 55’ Krella |

| Arbitro: | Amerell |

|                             |           |                        |
| Hintermaier 28’ Posipal 60’ | Marcatori | 32’ Maričić 58’ Bialon |

| Arbitro: | Kruse |

|                                   |           |                      |
| Fraßmann 60’ (rig.) Reisinger 71’ | Marcatori | 57’ Dooley 88’ Fuchs |

| Arbitro: | Jupe |

|                           |           |  |
| Helmer 79’ Rautiainen 89’ | Marcatori |  |

| Arbitro: | Bodmer |

|            |           |                                     |
| Fiedler 6’ | Marcatori | 64’, 86’ Lazaro 79’ (rig.) Grabosch |

| Arbitro: | Hontheim |

|                           |           |                    |
| Deuerling 5’ Bakalorz 67’ | Marcatori | 38’, 69’ Reisinger |

| Arbitro: | Gangkofer |

|                                                |           |  |
| Gries 40’, 62’ Montanes 45’ Brandts 74’ (rig.) | Marcatori |  |

| Arbitro: | Gabor |

|  |           |                                       |
|  | Marcatori | 4’, 74’ Mattern 13’ Hellmann 58’ Bunk |

#### Girone di ritorno
| Arbitro: | Broska |

|                                                  |           |  |
| Hammerschlag 27’ Fraßmann 57’ (rig.) Fiedler 73’ | Marcatori |  |

| Arbitro: | Brückner |

|                                               |           |  |
| Schütterle 4’ Künast 60’ Pilipović 73’ (rig.) | Marcatori |  |

| Arbitro: | Probst |

|           |           |                            |
| Gores 90’ | Marcatori | 14’ Tschiskale 85’ Allievi |

| Arbitro: | Kautschor |

|                              |           |  |
| Kuhl 50’, 85’ Zimmermann 63’ | Marcatori |  |

| Arbitro: | Kasperowski |

|                         |           |             |
| Dietrich 2’ Maričić 81’ | Marcatori | 55’ Schmidt |

| Arbitro: | Hellwig |

|               |           |  |
| Linz 10’, 83’ | Marcatori |  |

| Arbitro: | Ahlenfelder |

|                                  |           |              |
| Fraßmann 29’ (rig.) Dietrich 59’ | Marcatori | 89’ Lindenau |

| Arbitro: | Dellwing |

|        |           |                                      |
| Löw 8’ | Marcatori | 12’ (rig.) Fraßmann 87’ Hammerschlag |

| Arbitro: | Brehm |

|  |           |                                                    |
|  | Marcatori | 46’ Grillemeier 54’ Meier 89’ Gowitzke 90’ Wormuth |

| Solingen 22 marzo 1986, ore 15:00 CET 29ª giornata | Union Solingen | 0 – 0 referto | TeBe Berlino | Stadion am Hermann-Löns-Weg (2 000 spett.)\| Arbitro: \| Assenmacher \| |
| Arbitro:                                           | Assenmacher    |               |              |                                                                         |

| Arbitro: | Heitmann |

|                      |           |             |
| Maričić 7’ Gores 35’ | Marcatori | 61’ Vollmer |

| Arbitro: | Kasperowski |

|                                  |           |  |
| Abramczik 43’ Hahn 66’ Gorka 84’ | Marcatori |  |

| Arbitro: | Merk |

|              |           |                     |
| Fraßmann 71’ | Marcatori | 4’ (rig.) Ellmerich |

| Arbitro: | Diekert |

|                                      |           |  |
| Friedmann 7’, 37’ (rig.) Freiler 85’ | Marcatori |  |

| Arbitro: | Eli |

|                  |           |                    |
| Hammerschlag 62’ | Marcatori | 39’ Wilke 63’ Kohn |

| Arbitro: | Kruse |

|  |           |                                 |
|  | Marcatori | 69’ Wiesner 87’ (rig.) Fraßmann |

| Arbitro: | Eli |

|  |           |           |
|  | Marcatori | 90’ Knauf |

| Arbitro: | Osmers |

|                               |           |                        |
| Hammerschlag 68’ Dietrich 71’ | Marcatori | 55’ Brandts 66’ Nelles |

| Arbitro: | Weber |

|          |           |                         |
| Bunk 56’ | Marcatori | 29’ Fotiadis 89’ Bialon |

### Coppa di Germania
| Arbitro: | Osmers |

|               |           |  |
| Delzepich 87’ | Marcatori |  |

## Statistiche

### Statistiche di squadra
| Competizione      | Punti | In casa | In casa | In casa | In casa | In casa | In casa | In trasferta | In trasferta | In trasferta | In trasferta | In trasferta | In trasferta | Totale | Totale | Totale | Totale | Totale | Totale | DR  |
| Competizione      | Punti | G       | V       | N       | P       | Gf      | Gs      | G            | V            | N            | P            | Gf           | Gs           | G      | V      | N      | P      | Gf     | Gs     | DR  |
| ----------------- | ----- | ------- | ------- | ------- | ------- | ------- | ------- | ------------ | ------------ | ------------ | ------------ | ------------ | ------------ | ------ | ------ | ------ | ------ | ------ | ------ | --- |
| 2. Bundesliga     | 29    | 19      | 6       | 6       | 7       | 30      | 31      | 19           | 4            | 3            | 12           | 18           | 42           | 38     | 10     | 9      | 19     | 48     | 73     | -25 |
| Coppa di Germania | -     | 0       | 0       | 0       | 0       | 0       | 0       | 1            | 0            | 0            | 1            | 0            | 1            | 1      | 0      | 0      | 1      | 0      | 1      | -1  |
| Totale            | 29    | 19      | 6       | 6       | 7       | 30      | 31      | 20           | 4            | 3            | 13           | 18           | 43           | 39     | 10     | 9      | 20     | 48     | 74     | -26 |

### Andamento in campionato
| Giornata  | 1  | 2  | 3  | 4  | 5  | 6  | 7  | 8  | 9  | 10 | 11 | 12 | 13 | 14 | 15 | 16 | 17 | 18 | 19 | 20 | 21 | 22 | 23 | 24 | 25 | 26 | 27 | 28 | 29 | 30 | 31 | 32 | 33 | 34 | 35 | 36 | 37 | 38 |
| --------- | -- | -- | -- | -- | -- | -- | -- | -- | -- | -- | -- | -- | -- | -- | -- | -- | -- | -- | -- | -- | -- | -- | -- | -- | -- | -- | -- | -- | -- | -- | -- | -- | -- | -- | -- | -- | -- | -- |
| Luogo     | T  | C  | T  | C  | T  | C  | T  | C  | T  | C  | T  | C  | T  | C  | T  | C  | T  | T  | C  | C  | T  | C  | T  | C  | T  | C  | T  | C  | T  | C  | T  | C  | T  | C  | T  | C  | C  | T  |
| Risultato | P  | P  | P  | N  | V  | N  | P  | V  | P  | V  | P  | N  | N  | N  | P  | P  | N  | P  | P  | V  | P  | P  | P  | V  | P  | V  | V  | P  | N  | V  | P  | N  | P  | P  | V  | P  | N  | V  |
| Posizione | 19 | 19 | 20 | 19 | 15 | 15 | 18 | 15 | 18 | 16 | 18 | 18 | 16 | 16 | 18 | 18 | 18 | 19 | 19 | 19 | 19 | 19 | 19 | 19 | 19 | 19 | 19 | 19 | 19 | 19 | 19 | 19 | 19 | 19 | 19 | 19 | 19 | 19 |

Legenda:

Luogo: C = Casa; T = Trasferta. Risultato: V = Vittoria; N = Pareggio; P = Sconfitta.

### Statistiche dei giocatori
| Giocatore       | 2. Bundesliga | 2. Bundesliga | 2. Bundesliga | 2. Bundesliga | Coppa di Germania | Coppa di Germania | Coppa di Germania | Coppa di Germania | Totale   | Totale | Totale      | Totale     |
| Giocatore       | Presenze      | Reti          | Ammonizioni   | Espulsioni    | Presenze          | Reti              | Ammonizioni       | Espulsioni        | Presenze | Reti   | Ammonizioni | Espulsioni |
| --------------- | ------------- | ------------- | ------------- | ------------- | ----------------- | ----------------- | ----------------- | ----------------- | -------- | ------ | ----------- | ---------- |
| U. Bialon       | 33            | 6             | 2             | 1             | 1                 | 0                 | 0                 | 0                 | 34       | 6      | 2           | 1          |
| F. Dietrich     | 20            | 4             | 0             | 0             | 1                 | 0                 | 0                 | 0                 | 21       | 4      | 0           | 0          |
| M. Fiedler      | 28            | 4             | 5             | 0             | 1                 | 0                 | 0                 | 0                 | 29       | 4      | 5           | 0          |
| E. Fotiadis     | 25            | 5             | 1             | 0             | 1                 | 0                 | 0                 | 0                 | 26       | 5      | 1           | 0          |
| P. Fraßmann     | 38            | 8             | 3             | 0             | 1                 | 0                 | 0                 | 0                 | 39       | 8      | 3           | 0          |
| R. Gores        | 18            | 2             | 5             | 0             | 0                 | 0                 | 0                 | 0                 | 18       | 2      | 5           | 0          |
| D. Greiser      | 23            | 0             | 2             | 0             | 0                 | 0                 | 0                 | 0                 | 23       | 0      | 2           | 0          |
| F. Hammerschlag | 22            | 4             | 4             | 0             | 0                 | 0                 | 0                 | 0                 | 22       | 4      | 4           | 0          |
| H. Hein         | 0             | 0             | 0             | 0             | 0                 | 0                 | 0                 | 0                 | 0        | 0      | 0           | 0          |
| M. Hertwig      | 25            | 0             | 2             | 1             | 0                 | 0                 | 0                 | 0                 | 25       | 0      | 2           | 1          |
| C. Hübner       | 2             | 0             | 1             | 0             | 0                 | 0                 | 0                 | 0                 | 2        | 0      | 1           | 0          |
| R. Jüttner      | 10            | 0             | 1             | 0             | 1                 | 0                 | 0                 | 0                 | 11       | 0      | 1           | 0          |
| D. Maričić      | 26            | 5             | 5             | 0             | 1                 | 0                 | 1                 | 0                 | 27       | 5      | 6           | 0          |
| M. Miethig      | 7             | 0             | 0             | 0             | 0                 | 0                 | 0                 | 0                 | 7        | 0      | 0           | 0          |
| Z. Misic        | 6             | 0             | 1             | 0             | 0                 | 0                 | 0                 | 0                 | 6        | 0      | 1           | 0          |
| K. Peter        | 12            | 0             | 3             | 1             | 1                 | 0                 | 0                 | 0                 | 13       | 0      | 3           | 1          |
| U. Rapolder     | 21            | 2             | 6             | 0             | 1                 | 0                 | 0                 | 0                 | 22       | 2      | 6           | 0          |
| A. Reichel      | 36            | 0             | 0             | 0             | 1                 | 0                 | 0                 | 0                 | 37       | 0      | 0           | 0          |
| W. Reisinger    | 21            | 6             | 2             | 0             | 0                 | 0                 | 0                 | 0                 | 21       | 6      | 2           | 0          |
| D. Schacht      | 22            | 0             | 4             | 0             | 0                 | 0                 | 0                 | 0                 | 22       | 0      | 4           | 0          |
| G. Scheunemann  | 31            | 0             | 7             | 0             | 1                 | 0                 | 0                 | 0                 | 32       | 0      | 7           | 0          |
| L. Schlapp      | 25            | 0             | 6             | 1             | 1                 | 0                 | 0                 | 0                 | 26       | 0      | 6           | 1          |
| B. Stieler      | 4             | 0             | 0             | 0             | 0                 | 0                 | 0                 | 0                 | 4        | 0      | 0           | 0          |
| M. Wiesner      | 37            | 2             | 2             | 0             | 1                 | 0                 | 0                 | 0                 | 38       | 2      | 2           | 0          |